# Pseudorhaphitoma hexagonalis
Pseudorhaphitoma hexagonalis is een slakkensoort uit de familie van de Mangeliidae. De wetenschappelijke naam van de soort is voor het eerst geldig gepubliceerd in 1845 door Reeve.